# 介護保険 (民間介護保険)
介護保険（かいごほけん）は、日本の生命保険の一種であり、第三分野保険に属する保険商品である。
高齢社会に突入した2000年に公的介護保険が開始されると、民間の生命保険会社からも介護保険商品が次々と販売が開始された。

## 介護保険（民間介護保険）の役割
公的介護保険ではカバーしきれない経済的な問題を、民間の生命保険会社が提供する保険商品によって補完する目的で商品開発がされている。そのために公的介護保険の制度の概要について記述する。

## 公的介護保険の仕組み
公的介護保険は日本に在住する全ての65歳以上を第一被保険者、40歳以上～65歳未満を第二被保険者として保険料の徴収を行う社会保険である。第一被保険者は疾病・災害による怪我などの理由に関わらず市区町村が行うケアマネージャーの査定によって要支援1～2・要介護1～5までに割り振られ、1割負担で限度額までの該当する介護サービスを受けることができるようになる。また第二被保険者は公的介護保険制度が認定する加齢に伴う特定疾病での介護状態で要支援・要介護状態に該当する場合にのみ公的介護保険制度による介護サービスを限度額まで受けることができる。

## 高額介護サービス費用制度
介護保険を利用して支払った自己負担額1割の合計金額が一定金額を超えた場合に、超えた分のお金が還付されるという制度。健康保険における高額療養費制度と同様に、介護サービス利用者の費用負担を軽減してくれる制度です。但し、以下のように還付の対象外となる費用があります。
- 住宅改修費
- 福祉用具購入費
- ショートステイを含む介護保険施設での食費・居住費など

上限となる一定金額は以下の3区分に分けられます。
- 生活保護を受給している方…上限額15,000円
- 世帯の全員が市区町村税を課税されていない方…24,600円
- 現役並み所得に相当する方がいる世帯の方…44,400円

介護サービスを利用すると支給要件を満たす方のところへ約3か月後に通知書と申請書が届きます。尚、高額介護サービス費用の支給申請は、2年以内のため期限を過ぎると時効となり還付されなくなります。

## 育児・介護休業法の改正
2017年1月より介護をしながら働く方、有機契約労働者の方が介護休業・育児休業を取得しやすくなるよう厚生労働省が制度を緩和。
- 介護休業給付金の支給が休業開始前賃金の67%（現行40%）に引き上げられる。
- 介護休業の分割取得が通算93日まで3回（現行1回）を上限として、分割取得可能に。
- 介護休業の取得単位の柔軟化により半日（現行 一日）単位で取得可能に。
- 介護のための時短措置、残業の免除など。

## 介護保険（民間介護保険）の仕組み
生命保険会社が提供する介護保険の仕組みは大きく3種類存在する。
介護年金給付型
保険契約所定の介護状態となった場合に介護年金が存命の間ずっと毎年（毎月）給付されるタイプ、または一定期間だけ給付をするタイプがある。在宅などで介護サービスを利用する場合の不足額を補う場合、または介護施設などの入居後の居住料を毎月支払う場合に経済的損失の補てんとして利用することが考えられる。
介護一時金給付型
保険契約所定の介護状態となった場合に一時金として保険金を支払うタイプ。施設介護などを希望する場合、入居費用などが高額となる場合も多くその費用として利用できる。
死亡保障など他の保障内容と組み合わせたタイプ
保険契約所定の介護状態となった場合には介護年金または介護一時金、亡くなった場合には死亡保険金（死亡給付金）を支払うタイプ。また解約返戻金を用いて所定の年齢以後の年金受取として使用できる保険も存在する。
その他上記に次のような仕組みを付加した介護保険が存在する。
- 認知症などによる加算型
重度の認知症の場合には要介護4～5などで付き添い人が必要になるなどの負担が必要となることから保険契約所定の認知症に該当する場合に給付額を加算するタイプ。
- 保険料払込免除
介護年金給付となった場合には殆んどの保険会社において保険料の払込免除が適用される。また給付の介護状態の他に疾病障害による保険料払込免除や、三大疾病による所定の疾病状態となった場合に以後の保険料払込免除などの特約を付加することが会社によってはできる。

介護保険（民間介護保険）に支払う保険料は年間一定額まで生命保険料控除の対象となり、区分は介護・医療保険料控除となる。
死亡保険金（給付金）があるタイプは介護年金支払期間が一定を超える場合には一般生命保険料控除の区分となる。

## 関連商品
- 団体総合生活保険[注釈 3]（損害保険）
勤務先などの団体を通じて加入ができる団体保険の一種。親が所定の介護状態となった場合に一時金が給付される。給付額は50～500万円と介護費用としては少額で、親の年齢が70歳ないしは79歳までに契約が必要と会社にっよって取扱が異なる。（継続の場合も84歳まで可能など会社により異なる）。